# Festival Internacional de Cine de Viña del Mar 2007
El Festival de Cine de Viña del Mar del año 2007 , se llevó a cabo desde el 21 al 27 de octubre, en la ciudad de Viña del Mar, Chile.
En la 19º versión del Festival se celebraron los 40 años del festival, homenajeando a diferentes personas del cine chileno.
En esta versión se cumplió un récord nacional, llegando a una convocatoria con 500 trabajos recibidos para la preselección, superando con creces a los otros festivales nacionales.

## País Invitado
El país invitado a la 19º versión del Festival de Cine de Viña del Mar fue Colombia

Las películas aportadas por Colombia fueron las siguientes:
- La Historia del Baúl Rosado, de Libia Stella Gómez
- La Sombra del Caminante, de Ciro Guerra
- Malamor, de Jorge Echeverri
- Apocalipsur, de Javier Mesia Osorio
- El Colombian Dream, de Felipe Aljure
- Dios los Junta y Ellos se Separan, de Harold Trompetero y Jairo Castillo
- El Corazón, de Diego García-Moreno
- Buscando a Gabo, de Luís Fernando "Pacho" Botía

## Organización
| - CONSEJO ASESOR Presidente: Virginia Reginato Bozzo Alcaldesa de la Ilustre Municipalidad de Viña del Mar - CONSEJEROS María Eugenia Garrido Concejo Cultural Tomás de Rementeria Concejo Cultural Wladimir Espinoza Director Departamento de Comuniaciones Juan Esteban Montero Director Departamento Cinematografía Germán Pérez Asesor Alcaldía Fernando Briceño Asesor Alcaldía Fernando Acuña Director Festival de Cine de Viña del Mar Eugenio Llona Jefe de Asuntos Internacionales Concejo de la Cultura Ignacio Aliaga Director Cineteca Nacional Jorge Martínez Director Académico DuocUC, Sedes Viña del Mar - Valparaíso - Quillota Abdulah Omnidvar Director Fundación Chilena de las Imágenes en Movimiento Mariano Andrade Director Carrera de Audiovisual Universidad de Viña del Mar Héctor Tokman Director Carrera de Audiovisual Universidad del Mar Sergio Navarro Director Carrera de Cine Universidad de Valparaíso (interino) Susana Foxley Académica Universidad Católica de Chile, Documentalista. Alex Doll Distribuidor Arcadia Films Guillermo Aguayo Gerente Cine Arte, Viña Marcelo Gaete Presidente Asociación de Cortometrajistas Roberto Paulsen Director Carrera Audiovisual DuocUC, Sede Viña del Mar. |  | - DIRECTOR DEL FESTIVAL Fernando Acuña Diaz - COORDINADOR GENERAL Juan Esteban Montero - ADMINISTRADOR Federico Botto - PRODUCTORA GENERAL Rosario Salas - COORDINACIÓN DE JURADOS Marianela Astudillo, Curadora Oficial. - COORDINACIÓN DE INVITADOS Guillermo Recabal - ENCARGADO TÉCNICO E ITINERANCIA Nashki Nahuel - ENCARGADO TRÁFICO DE PELÍCULAS Y PROGRAMACIÓN Rodrigo Valencia - COORDINACIÓN MESA DE NEGOCIOS Nicolás Pienovi |  | - ENCARGADO MÓDULO ACTIVIDADES PLAZA FESTIVAL INTERNACIONAL DE CINE Victor Dagovich Cecilia Ubilla - OFICINA DE PRENSA Andrea A. Carvajal Sandoval Coordinadora de Prensa del 19º Festival Internacional de Cine de Viña del Mar Oficina de Prensa, Ilustre Municipalidad de Viña del Mar - EQUIPO DE PRODUCCIÓN Francisco Herrera Carolina Bersano Marcos Henríquez Marcela Gonzáles Daniel Aguilera Fabián Vallejos Boris Lobos - PROTOCOLO Oficina de Protocolo, Ilustre Municipalidad de Viña del Mar - DISEÑO GRÁFICO www.menteurbana.cl Roberto Ortiz Guzmán Loreto Cerda Palominos - PRESENTADORES Helmut Lohs Mario Herrera |

## Competencia
La competencia oficial del festival se divide en las siguientes categorías:
- Competencia Internacional de Largometrajes
- Competencia Internacional de Documentales
- Competencia Internacional de Cortometrajes
- Competencia Internacional de Cortometrajes de Animación
- Competencia Nacional de Cortometrajes de Ficción
- Competencia de Documentales de Regiones de Chile
- Competencia Nacional de Cortometrajes de Escuela
- Competencia Nacional de Documentales de Escuela
- Competencia Cine en Progreso
- Competencia a la mejor Música de Película Chilena, SCD

## Jurado
Los diferentes jurados de las competencias están conformados por diversas personas entendidas, del ámbito audiovisual nacional e internacional. Los jurados de la 19.ª versión del Festvival fueron los siguientes:

### Jurado Internacional de Largometrajes

#### Jurado Oficial
- Silvio Caiozzi
- Carolina Presno, actriz uruguaya
- Angelina Vázquez Riveiro
- Antonio Eguino, Bolivia
- Luís Gutman

#### Jurado Prensa Especializada
- Ana Josefa Silva, La Segunda
- Cristian Campos M., La Tercera
- Marcelo Macellari Catalán, Mercurio de Valparaíso
- Ricardo Henríquez Saá, APES
- Alejandro Herrero

#### Jurado Joven
- Camila Guy, Colegio Franco Inglés
- Cristóbal Cabezas, Colegio Williams James
- Javier Sánchez, Liceo Industrial de Miraflores
- David Cifuentes, Liceo José Francisco Vergara

### Jurado Competencia Internacional de Documentales
- Alfredo Barría Troncoso
- Richard Montesinos
- Marcia Orell García

### Jurado Competencia Internacional de Cortometrajes
- Marcela Osorio
- Pamela Canturrias Larrondo
- Vera María Carneiro Silva

### Jurado Competencia Internacional de Cortometrajes de Animación
- Alvaro Arce
- Anita Poldy Valenzuela Gonzales
- Jaime Carlos Cañas Lemesch

### Jurado Competencia Nacional de Cortometrajes de Ficción
- Amanda Lorca Álvarez
- Daniel Vega Olivares
- Macarena Concha San Martín

### Jurado Competencia de Documentales de Regiones de Chile
- Adriana Zuanic
- Susana Foxley Tapia
- Paulo Parra Scheggia

### Jurado Competencia Nacional de Cortometrajes de Escuela
- Carmen Brito Alvarado
- Francisco Salazar
- Adela Cofré Silva

### Jurado Competencia Nacional de Documentales de Escuela
- Rodrigo Orellana Br.
- Jorge Benitez Guerut
- Carlos Flores Delpino

### Jurado Cine en Progreso
- Alejandro Caloguerea
- Víctor Romaldini
- Palo Rosenbalt

### Jurado a la Mejor Música de Película, SCD
- Sergio Tilo Gonzáles
- Alejandro Guarello
- Jorge Aliaga

## Actividades
Las actividades de la 19º versión del Festival de Cine de Viña del Mar estuvieron dirigidas a la celebración de los 40 años de existencia del festival, desde su creación por el Doctor Aldo Francia.

Además de las competencias que se llevaron a cabo en las salas oficiales del festival, hubo otras actividades relacionadas con el festival que rodearon a la llamada Ciudad jardín, Viña del Mar.
- Ciclo de Cine Itinerancia

La itinerancia se llevó a cabo desde dos semanas antes del festival, hasta el 19 de octubre de 2007. Consistió en llevar el cine a las escuelas más rurales de la V Región, equipando las aulas más adecuadas para la proyección de la película Papelucho.
- Boulevard del Cine

EL Boulevard del Cine se llevó a cabo durante la misma semana del festival de cine, y consistió en mostrar en una zona céntrica de la ciudad, diferentes cortometrajes en una pantalla gigante, además las diferentes universidades e institutos profesionales asociados al festival pusieron su stand donde mostraban a las personas concurrentes, las novedades que cada entidad poseía, en un ambiente adecuado para ello.
- Muestra Colombiana

La Muestra Colombiana se mostró en las salas oficiales del Festival de Cine de Viña del Mar, y las películas mostradas fueron las entregadas por el país de Colombia, como país invitado al certamen.
- Muestra 40 años

La Muestra 40 años consistió en la recopilación de lo mejor de los 40 años que ha tenido de existencia el Festival de Cine de Viña del Mar.

## Ganadores 19º Versión
- Premio gran PAOA Viña del Mar a la mejor Película: O Grâo, de Petrus Cariry
- Premio Votación del Público: Desierto Sur, de Shawn Garry
- Premio PAOA, Aldo Francia a la mejor dirección de la Competencia Internacional de Largometrajes: Desierto Sur, de Shawn Garry
- Premio PAOA a la mejor actriz Protagónica: Amparo Noguera por su trabajo en la película Radio Corazón
- Premio PAOA al mejor actor protagónico: Juan Diego por el filme Vete de Mi (España), dirigida por Víctor García León
- Premio Especial del Jurado de la Competencia Oficial Internacional de Largometrajes: Carolina Valeta, por su rol de actriz secundaria en la película Desierto Sur dirigida por Shawn Garry
- Premio de la Prensa Especializada al mejor Largometraje Internacional: El Niño de Barro de Jorge Algora (Coproducción España Argentina)
- Premio del Jurado Joven para el Mejor Largometraje Internacional: Desierto Sur dirigida por Shawn Garry
- Mejor Documental Internacional Iberoamericano: La Ciudad de los Fotógrafos dirigida por Sebastian Moreno
- Mejor Cortometraje Internacional de Ficción: Lobos de la Feria Fluvial dirigida por Ilan Stehberg
- Mejor Cortometraje de Animación Internacional: V al Paraíso dirigida por Pablo Alibaud Hortal de Chile
- Premio PAOA a la mejor Película de Cine en Progreso: Función de Gala del director Gregory Cohen
- Premio SCD a la mejor Música de Película: Padre Nuestro de Rodrigo Sepúlveda
- Mejor Cortometraje Nacional de Ficción: Inocentes dirigida por Boris Peters Leal
- Mejor Documental de Regiones de Chile: Una Vida Verdadera, El Sacrificio de Miguel Woodward
- Mejor Cortometraje de Escuelas de Cine y Comunicaciones:  Oculto en la Oscuridad, dirigida por Andressy Sureda Mujica
- Mejor Documental de Escuela de Cine y Comunicaciones: Sombras de un Director, dirigida por Antonia Lobos Pedrals